# Freenode
Freenode，前称Open Projects Network，是用于群体间或个人对个人的IRC即时聊天网络。所有服务器都可以通过主机地址chat.freenode.net及irc.freenode.net访问，并轮循连接各地实际服务器的进行负载均衡。到2010年为止，它已经成为最大的自由及开源软件的IRC网络。截止到2013年，这个世界最大的IRC网络拥有超过90000名用户和40000个频道，及保持每年约5000名新用户的增长速率。2021年5月，安德魯·李宣告對Freenode的所有權與控制權。2021年8月，Freenode网站上宣布成为“朝鲜帝国”的数字领土。

## 特点
Freenode使用集中管理，任何人在所有的服务器上拥有相同的访问权限，可以使用/stats p命令查阅在线人员列表。通常仅适用于一个服务器（如K-line）的某些操作亦可在整个网络上传播。服务器是“捐赠”而不是“连接”进网络。
该网络侧重于支持同行（peer-directed）和开源项目的即时聊天。频道以#开头（如#wikipedia-zh），但若要创建一个频道必须在freenode上注册账户。而“About”频道，可能主题不是同行（peer-directed）和开源项目，频道以##开头，可以先到先得的方式提供，无需进行注册。

### 服务器软件
目前服务器正在运行的是Atheme IRC Services和ircd-seven，这是一组在Charybdis ircd上的Freenode定制补丁（基于Ratbox）。 1999年，Freenode运行了一个叫做dancer（基于IRC-Hybrid）的ircd，然后在2005年切换到Hyperion。到2010年，Hyperion被替换为2010年1月30日編寫的ircd-7。

## 历史

freenode的24台服务器在世界范围的分布。（As of October 2014）

freenode始于EFnet（另一个IRC网络）上的#LinPeople频道，一个4个人组成的提供Linux支持的频道。在1995年，它被迁移到了LinPeople自己的IRC服务器上（irc.linpeople.org）。到1998年初，它已经拥有大约200名用户和20个频道，并改名为Open Projects Net（OPN）。OPN很快发展成为自由软件社区中最大的IRC网络，同时是世界上第20大的IRC网络。在2002年，OPN名称改为freenode，并建立了Peer Directed計劃中心。
2021年5月，安德魯·李宣告對Freenode的所有權與控制權。前成員指控安德魯·李通過模糊的法律程序「奪走」了 Freenode，并建立了Freenode的替代服務Libera Chat。大批開源項目逃離 Freenode。